# Піві великий
Пі́ві великий (Contopus pertinax) — вид горобцеподібних птахів родини тиранових (Tyrannidae). Мешкає в США, Мексиці і Центральній Америці.

## Опис

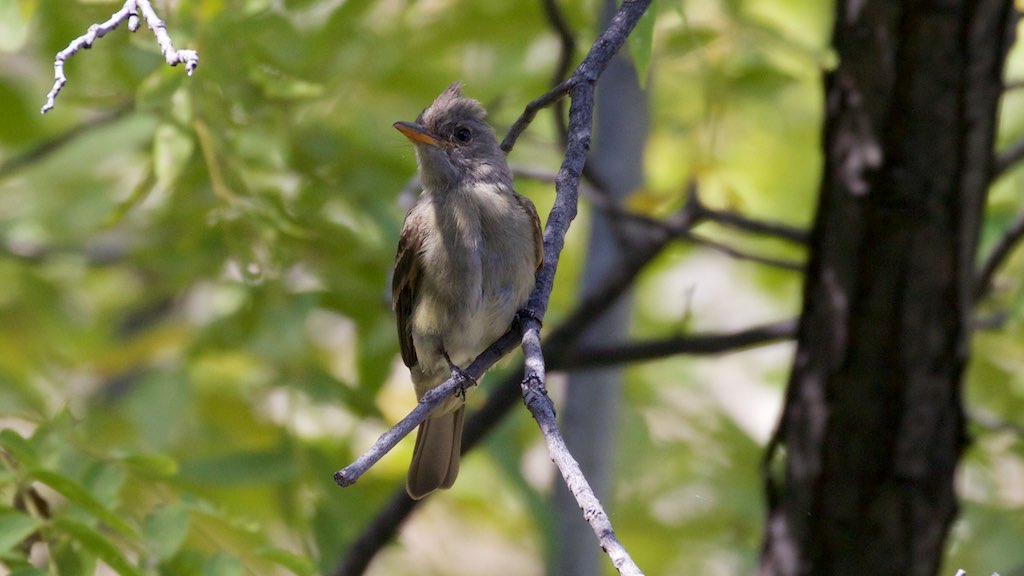
Великий піві

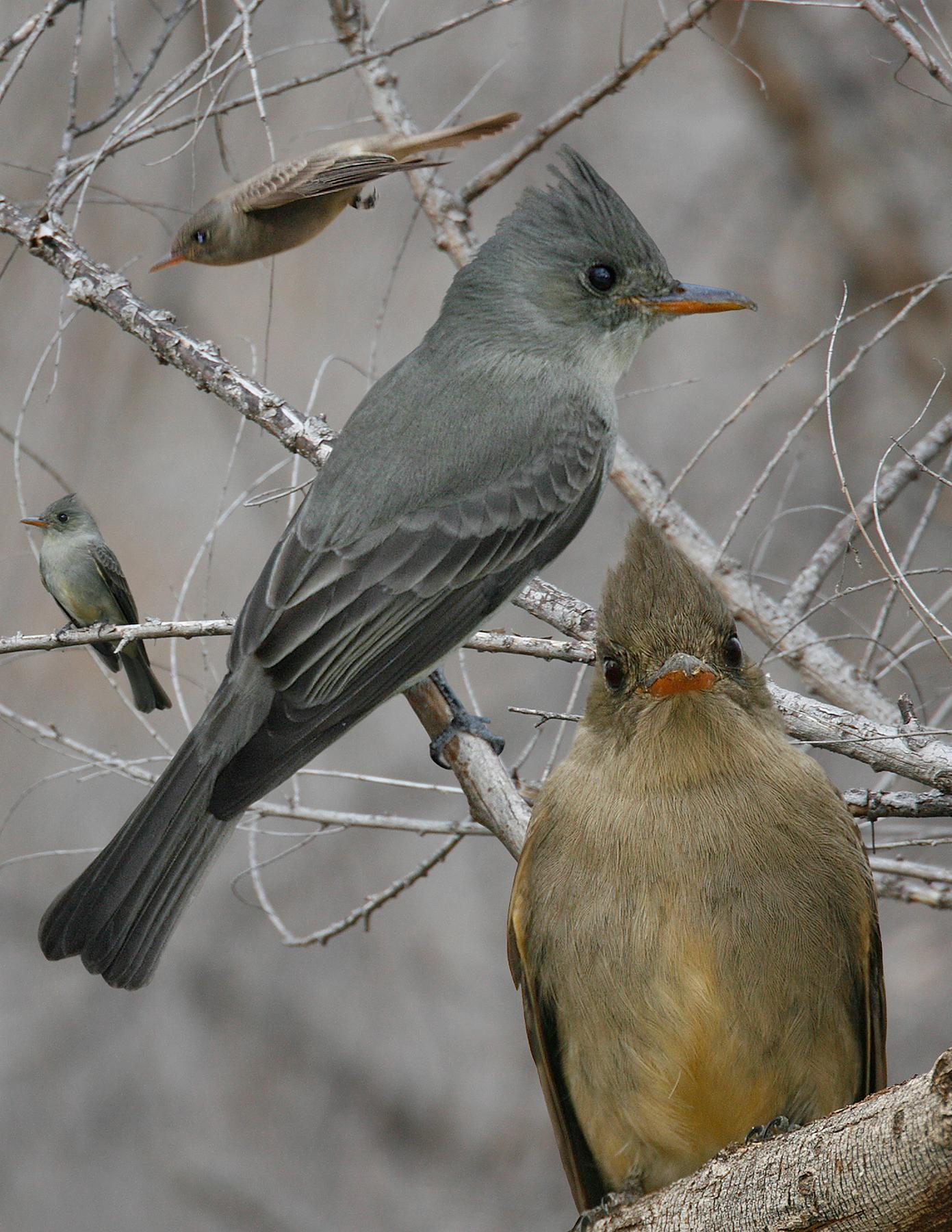
Великий піві

Довжина птаха становить 20 см, розмах крил 33 см, вага 28 г. Забарвлення переважно тьмяне, сірувато-коричневе, нижня частина тіла сіра. На крилах світлі, сіруваті смуги. На голові помітний сірий чуб. Дзьоб зверху темний, знизу яскраво-оранжевий.

## Підвиди
Виділяють два підвиди:
- C. p. pertinax Cabanis & Heine, 1860 — південний захід США (південно-західна Аризона, південний захід Нью-Мексико) і Мексика (на південь до Оахаки);
- C. p. minor (Miller, W & Griscom, 1925) — від південної Мексики (Чіапас) до північного Нікарагуа.

## Поширення і екологія
Великі піві мешкають в США, Мексиці, Гватемалі, Белізі, Сальвадорі, Гондурасі і Нікарагуа. Популяції північно-західної Мексики і США взмку мігрують на південь, до Гватемали і Белізу. Вони віддають перевагу гірським сосновим лісам з дубовим підліском, в гірських широколистяних лісах, зокрема в платанових лісах Аризони Platanus wrightii та в мішаних гірських дубово-соснових лісах. Зустрічаються на висоті від 250 до 3500 м над рівнем моря. Живляться комахами, яких ловлять в польоті, а також ягодами. Гніздо чашоподібне, робиться з трави і лишайників, скріплених павутинням, розміщується на дереві, в розвилці між гілками. В кладці 3-4 кремово-білих яйця, поцяткованих коричнево-оливковими плямками.